# Мужівське сільське поселення
Мужі́вське сільське поселення (рос. Мужевское сельское поселение) — сільське поселення у складі Шуришкарського району Ямало-Ненецького автономного округу Тюменської області Росії.
Адміністративний центр — село Мужі.
Населення сільського поселення становить 4241 особа (2017; 4165 у 2010, 3876 у 2002).
Станом на 2002 рік існували Восяховська сільська рада (села Вершина-Войкари, Восяхово, присілок Усть-Войкари) та Мужівська сільська рада (села Анжигорт, Ільягорт, Мужі, Новий Кієват, присілок Ханти-Мужі). Станом на 2010 рік існували Восяховське сільське поселення (села Вершина-Войкари, Восяхово, присілок Усть-Войкари) та Мужівське сільське поселення (села Анжигорт, Мужі, Новий Кієват, присілок Ханти-Мужі).

## Склад
До складу сільського поселення входять:
| Населений пункт        | Населення, осіб (2002) | Населення, осіб (2010) |
| ---------------------- | ---------------------- | ---------------------- |
| Анжигорт, село         | 48                     | 13                     |
| Восяхово, село         | 409                    | 382                    |
| Вершина-Войкари, село  | 58                     | 34                     |
| Ільягорт, село         | 0                      | -                      |
| Мужі, село             | 3200                   | 3609                   |
| Новий Кієват, село     | 39                     | 25                     |
| Усть-Войкари, присілок | 117                    | 100                    |
| Ханти-Мужі, присілок   | 5                      | 2                      |